# 海因里希·吕布克
卡尔·海因里希·吕布克（德語：Karl Heinrich Lübke，發音：[ˈhaɪnʁɪç ˈlʏpkə] ⓘ；1894年10月14日—1972年4月6日），德国政治家，曾任第2任西德总统（1959年-1969年）。
吕布克生于德国城市梅舍德，在德国国家社会主义党（納粹）统治的1933年至1945年期间，他完全退出政坛。第二次世界大战后的1945年，他在北莱茵-威斯特法伦参加建立基督教民主联盟。
- 1946年-1952年任北莱茵-威斯特法伦州议会议员。
- 1947年-1952年任北莱茵-威斯特法伦州粮食和农林部长。
- 1949年-1950年和1953年-1959年，作为基督教民主联盟的代表参加联邦议会。
- 1953年参加阿登纳总理的内阁，任联邦粮食和农林部长。
- 1959年被提名为基督教民主联盟的总统候选人，并在同年7月顺利当选，1964年再度当选。1969年初去职。

吕布克于1972年4月6日在波恩去世。
| 前任： 特奥多尔·豪斯 | 德意志联邦共和国总统 1959年—1969年 | 繼任： 古斯塔夫·海涅曼 |